# Mettingham Castle
Mettingham Castle er ruinen af en befæstet herregård i Mettingham, Suffolk, England.
Mettingham Castle blev grundlagt af Sir John de Norwich, der også fik licens krenelering til sin eksisterende herregård i 1342.
Det første hus stod på en lille borgbanke, men da han fik licens til krenelering opførte han en ny bygning nord for den gamle. Den fik ligeledes en voldgrav samt en portbygning i Edvardiansk stil mod nord.
I 1562 var der "stalde, tjenesteboliger, køkken, baghus, bryggers" og flere andre bygninger inden for borgmurene.
Det er et scheduled monument og en listed building af anden grad.